# Tu ne m'oublieras pas
Pour plus de détails, voir Fiche technique et Distribution.
Tu ne m'oublieras pas (titre original : Remember My Name) est un thriller américain écrit et réalisé par Alan Rudolph, sorti en 1978.

## Synopsis
Neil Curry vit une vie heureuse avec sa nouvelle compagne en Californie après s'être séparé de sa première femme quelques années auparavant. Celle-ci, emprisonnée pour avoir tué la maîtresse de son ex, est relâchée de prison et a pour ambition de recommencer une nouvelle vie, notamment en travaillant dans un magasin. Mais, très vite, jalouse du remariage de son ancien mari, elle commence à harceler son couple jusqu'à les terroriser.

## Fiche technique
Sauf indication contraire, les informations mentionnées dans cette section peuvent être confirmées par la base de données cinématographiques IMDb,  présente dans la section « Liens externes ».
- Titre français : Tu ne m'oublieras pas
- Titre original : Remember My Name
- Réalisation :
- Scénario : Alan Rudolph
- Montage : William A. Sawyer, Tom Walls
- Musique : Alberta Hunter
- Photographie : Tak Fujimoto
- Producteur : Robert Altman
- Société de distribution : Columbia Pictures
- Langue : anglais
- Genre : Film dramatique, Thriller
- Durée : 94 minutes
- Dates de sortie  : 
  -  France : 8 novembre 1978

## Distribution
- Géraldine Chaplin : Emily
- Anthony Perkins : Neil Curry
- Moses Gunn : Pike
- Berry Berenson : Barbara Curry
- Jeff Goldblum : Mr Nudd
- Tim Thomerson : Jeff
- Alfre Woodard : Rita
- Marilyn Coleman : Teresa
- Jeff Perry : Harry
- Alan Autry : Rusty
- Dennis Franz : Franks
- Barbara Dodd : La mère de Barbara